# Нинборстел
Нинборстел (њем. Nienborstel) општина је у њемачкој савезној држави Шлезвиг-Холштајн. Једно је од 165 општинских средишта округа Рендсбург. Према процјени из 2010. у општини је живјело 617 становника. Посједује регионалну шифру (AGS) 1058113.

## Географски и демографски подаци
Нинборстел се налази у савезној држави Шлезвиг-Холштајн у округу Рендсбург. Општина се налази на надморској висини од 16 метара. Површина општине износи 16,4 km². У самом мјесту је, према процјени из 2010. године, живјело 617 становника. Просјечна густина становништва износи 38 становника/km².